# Odontobatrachus natator
Odontobatrachus natator es una especie de anfibios de la familia Odontobatrachus.

## Distribución geográfica
Se encuentra en Guinea, Liberia y Sierra Leona.  

## Estado de conservación
Se encuentra amenazada de extinción por la pérdida de su hábitat natural.